# Publius Sulpicius Lucretius Barba
Publius Sulpicius Lucretius Barba war ein im 1. Jahrhundert n. Chr. lebender römischer Politiker. In dem Militärdiplom wird sein Name als Publius Lucretius Barba angegeben.
Durch ein Militärdiplom, das auf April oder Mai 99 datiert ist, ist belegt, dass Lucretius Barba 99 zusammen mit Senecio Memmius Afer Suffektkonsul war. Durch ein Fragment der Fasti Feriarum Latinarum sind sie noch für den 28. Juni als Konsuln belegt; die beiden übten ihr Amt daher entweder von April bis Juni oder von Mai bis Juni aus.